# Orfelia ignobilis
Orfelia ignobilis är en tvåvingeart som beskrevs av Samuel Wendell Williston  1896. Orfelia ignobilis ingår i släktet Orfelia och familjen platthornsmyggor. Inga underarter finns listade i Catalogue of Life.